# ムーサ・クーサ
ムーサ・クーサ（アラビア語: موسى كوسا、Mussa Kussa、1949年3月23日 - ）は、リビアの政治家、外交官。1994年から2009年リビア情報庁（諜報庁）長官を経て、2009年から対外連絡・国際協力書記（外務大臣に相当）に就任した。カダフィ体制下のリビアにおける実力者の一人と目されていたが、2011年3月30日、外相を辞任しチュニジア経由で英国に亡命した。。

## 教育
アメリカ、ミシガン州立大学に学び、1978年社会学の学位を取得した。

## 外交官、情報部長官
1980年代、リビアの英国大使館勤務の後、在欧外交公館で治安専門家として働いた。1980年代後半、英国を追われた。後年、駐英大使となり、英国に亡命したリビア人反体制派を弾圧している。1992年外務次官。1994年情報庁長官。

## 外相
2009年3月4日、アブドゥル・ラフマン・シャルガムの後任として全国人民会議（議会に相当）によって、外相に当たる対外連絡・国際協力書記に指名された。
2009年4月、リビアの首都トリポリで開催されたアラブ・マグレブ連合（リビア、アルジェリア、モロッコ、 モーリタニア、チュニジアが加盟）理事会を主催した。
2009年11月10日、アッ・シャルク・アル・アウサト紙のインタビューで、中国のアフリカ投資に対して激しく批判した。中国がアフリカに多数の労働者を送り込むなど、「アフリカを半分占領しているようなものだ」と強い警戒感を表明し、中国の振る舞いについて「アフリカ大陸における過去の植民地主義を想起させる」と指摘した。また、対アフリカ支援は、リビアが議長国を務めるアフリカ連合（AU）を通じて行うべきだと強調した。